# Jeffries Point
Der Jeffries Point ist eine Landspitze von Cook Island im Archipel der Südlichen Sandwichinseln. Sie liegt westsüdwestlich des Longton Point an der Südküste der Insel.
Wissenschaftler der britischen Discovery Investigations kartierten sie 1930 und benannten sie nach Margaret Elsa Deacon (geborene Jeffries, 1903–1966), die in den 1930er Jahren dem Stab der britischen Discovery Investigations angehörte.